# Medwayella rhaeba
Medwayella rhaeba är en loppart som först beskrevs av Jordan 1926.  Medwayella rhaeba ingår i släktet Medwayella och familjen Stivaliidae. Inga underarter finns listade i Catalogue of Life.